# Ешбах (Південний Вайнштрассе)
Ешбах (нім. Eschbach) — громада в Німеччині, розташована в землі Рейнланд-Пфальц. Входить до складу району Південний Вайнштрассе. Складова частина об'єднання громад Ландау-Ланд.
Площа — 3,66 км2. Населення становить 637 ос. (станом на 31 грудня 2020).